# What's Another Year
What's Another Year је песма ирског певача Џонија Логана, што је била његова прва песма која је победила на Песми Евровизије, која је постигла успех у издању такмичења 1980. године, као и друга победа Ирске на Евровизији. Компоновао је Шеј Хили, песма је достигла прво место на UK Singles Chart. На крају гласања у финалу, добио је 143 бода, заузимајући прво место у пољу од 19 песама.
Песма је изабрана као једна од 14 најбољих песама на Евровизији у специјалу поводом обележавања 50. годишњице такмичења.
Џони Логан је објавио верзију песме What's Another Year на немачком и шпанском језику. 